# Gaius Licinius Mucianus
Gaius Licinius Mucianus (1ste eeuw) was een generaal, schrijver en politicus in het oude Rome. Hij was lid van de Gens Licinia. Hij is bekend geworden door zijn 'mars naar Rome' in 69, ten tijde van het Vierkeizerjaar. In Rome herstelde hij de orde en zetelde enkele maanden in Rome als interim-staatshoofd, totdat Vespasianus de macht overnam. Voordat hij naar Rome ging, hielp hij Vespasianus eerst met de Joodse Opstand neer te slaan.

## Vierkeizerjaar
In 69, toen Vespasianus en Mucianus - toen nog gouverneur van Syria - bezig waren met de Joodse Opstand, kwam het nieuws dat Vitellius keizer was geworden in de toch al woelige periode. Vespasianus besloot daarom om zichzelf tot keizer uit te roepen en naar Rome te gaan om daar orde op zaken te stellen. Maar aangezien de opstand toch lang bleef duren besloot Vespasianus om zijn generaal - Mucianus - te sturen. Deze ging op weg en het kwam tot een treffen bij Bedriacum. Hier werd slag geleverd en Mucianus' legers wonnen de veldslag. Vitellius werd gevangengenomen en Mucianus marcheerde naar Rome.

## Machtsafstand van Mucianus
Heden ten dage is er een discussie gaande of Mucianus vrijwillig de macht heeft gegeven aan Vespasianus of dat hij gedwongen is.

## Nadagen van zijn leven en dood
Mucianus was een intelligent man. Hij was een schrijver, historicus en politicus. Hij heeft een hoop redevoeringen en brieven uit de republikeinse era verzameld. Waarschijnlijk heeft hij ook het res gesta senatus toegevoegd aan zijn collectie. Dit is een werk wat de procedures voorschrijft van de Senaat. Ook zijn zijn werken vaak geciteerd door Plinius de Oude; vooral zijn biologische en geografische memoires.
Over zijn dood is weinig bekend, maar men denkt - gezien zijn ouderdom - dat hij tijdens de regeerperiode van Vespasianus gestorven is.